# Кламат (Калифорнија)
Кламат (енгл. Klamath) насељено је место без административног статуса у америчкој савезној држави Калифорнија.

## Демографија
По попису из 2010. године број становника је 779, што је 128 (19,7%) становника више него 2000. године.
| Група             | 2000.       | 2010.       |
| Белци             | 368 (56,5%) | 354 (45,4%) |
| Афроамериканци    | 0 (0,0%)    | 1 (0,1%)    |
| Азијати           | 5 (0,8%)    | 3 (0,4%)    |
| Хиспаноамериканци | 36 (5,5%)   | 90 (11,6%)  |
| Укупно            | 651         | 779         |